# Тіу (фараон)
Тіу — фараон додинастичного періоду, який правив у Нижньому царстві Стародавнього Єгипту наприкінці IV тисячоліття до н. е. та умовно належить до нульової династії.

## Життєпис
Про існування Тіу відомо з першого рядка Палермського каменя, де він згадується серед інших правителів долини Нілу додинастичного періоду, імена яких збереглись на поверхні плити до наших днів, четвертим за ліком.
Про життя та діяльність фараона практично нічого не відомо. Оскільки жодних матеріальних доказів існування Тіу немає, він, як усі додинастичні фараони, перелічені на Палермському камені, може бути міфічним царем, пам'ять про якого збереглась в усній народній традиції, чи ж і зовсім вигаданою генеалогічною персоною.
На думку німецького єгиптолога Людвіга Давида Моренца, ім'я фараона у перекладі приблизно може означати «Придушувач» або «Відображення».

## См.також
- Список керівників держав 4 тисячоліття до н.е.